# Warlord (Band)
Warlord ist eine US-amerikanische Heavy-Metal-Band aus Los Angeles, die 1981 gegründet wurde. Zu den Gründern gehören Gitarrist William „Destroyer“ Tsamis und Schlagzeuger Mark „Thunderchild“ Zonder.

## Geschichte
Die Band steuerte 1983 den Song Lucifer’s Hammer zur Metal-Massacre-Sampler-Serie bei, dann folgten im selben Jahr die Mini-LP Deliver Us und 1984 das Album …And the Canons of Destruction Have Begun, das den Soundtrack zu einem gleichnamigen, von der Band gedrehten Musikvideo darstellte.
Da zu dieser Zeit kein dauerhaft passender Sänger und Bassist gefunden werden konnte, trennten sich Tsamis und Zonder. Mark Zonder wechselte zu Fates Warning, William Tsamis führte in den 1990er Jahren die Band unter dem Namen Lordian Guard weiter. Diese veröffentlichte 1994 und 1996 zwei Alben, den Gesangspart übernahm dabei Tsamis Frau Vidonne Sayre-Riemenschneider.
Erst 2002 kam dann mit Rising Out of the Ashes das erste als solches bezeichnete Studioalbum heraus. Nicht zuletzt aufgrund vieler Fanzuschriften hatten sich Tsamis und Zonder auf die Suche nach einem geeigneten Sänger gemacht und ihn in Joacim Cans von Hammerfall gefunden. Das Album verarbeitete allerdings im Wesentlichen Lordian-Guard-Songmaterial. Auf das Album folgten Auftritte bei Festivals und in kleineren Clubs. Ein weiteres Album war geplant, kam aber zunächst nicht zustande, da die neuen Warlord für Tsamis und Zonder nur Projektcharakter hatten. Seit Zonders Ausstieg im Jahr 2005 – er schloss sich Slavior an – lag die Band erneut auf Eis. 
Sechs Jahre danach erschien The Holy Empire, erneut mit Mark Zonder und William Tsamis, die Sänger Rick Anderson und Bassisten Philip Bynoe mit ins Boot holten, die Reunion wurde von einer kleinen Tour durch Europa (mit Giles Lavery als Sänger) begleitet. Im Herbst 2013 stieg der zypriotische Sänger Nicholas Leptos in die Band ein.
Am 13. Mai 2021 starb William Tsamis im Alter von 60 Jahren.

## Bedeutung
Warlord gilt als eine der kultigsten und eigenständigsten Heavy-Metal-Bands. Obwohl fast 20 Jahre lang keine Neuveröffentlichungen unter dem Bandnamen erschienen, gab es stets eine euphorische Fanbasis. Auch in Musikmagazinen wie dem Rock Hard und diversen Fanzines tauchte der Name immer wieder auf.
Die schwedische Band Hammerfall coverte auf ihrem Debütalbum Glory to the Brave von 1997 den Warlord-Song Child of the Damned und verhalf damit der zuvor eher im Untergrund bekannten Band zu weiterer Bekanntschaft. Auch der Name von Hammerfall bezieht sich auf einen Song von Warlord, nämlich Lucifer’s Hammer. Dort heißt es: „The hammer will fall on you!“

## Diskografie

### Alben
- 1983: Deliver Us (EP)
- 1984: And the Cannons of Destruction Have Begun...
- 2002: Rising Out of the Ashes
- 2013: The Holy Empire
- 2015: The Hunt for Damien (Neuaufnahmen bereits veröffentlichter Songs mit dem Sänger Nicholas Leptos)
- 2024: Free Spirit Soar

### Kompilationen
- 1986: Thy Kingdom Come
- 1989: The Best of Warlord
- 2012: Anthology
- 2014: The Ten Commandments (Warlord Through the Years)

### Singles
- 1984: Lost and Lonely Days